# Liste der bayerischen Gesandten in Österreich

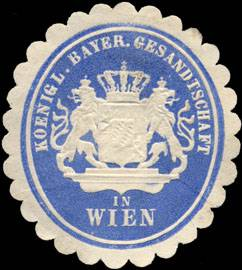
Siegelmarke der Gesandtschaft

Dies ist eine Liste der bayerischen Gesandten und Minister in Österreich (1693–1920). Die Bayerische Gesandtschaft befand sich zuletzt im Palais Mollard-Clary im 1. Wiener Gemeindebezirk Innere Stadt.

## Missionschefs

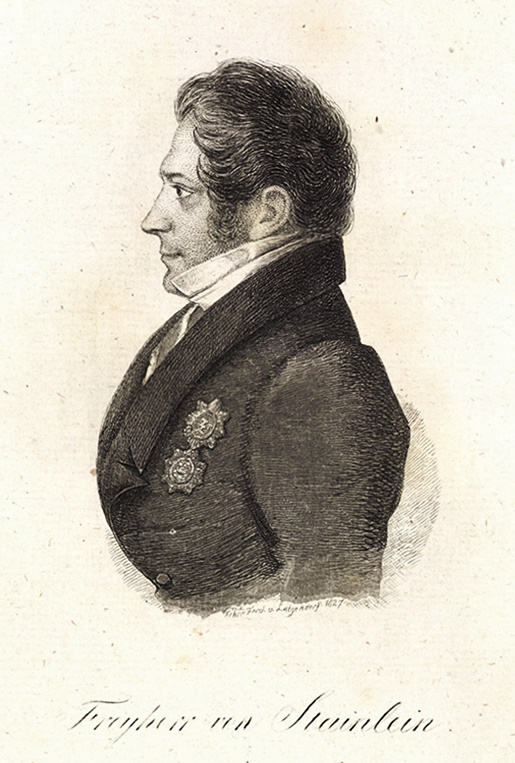
Eduard von Stainlein (1827)

Maximilian von Lerchenfeld (1835)

1693: Aufnahme diplomatischer Beziehungen
- 1693–1736: Franz Hannibal von Mörmann (16??–1736)
- 1736–1742: Freiherr von Haslang
- 1742–1748: Joseph Franz Maria von Seinsheim (1707–1787)

...
- bis 1792: Heinrich Theodor von Hallberg (1725–1792)

...
- 1797–1800: Anton Anselm Capellini von Wickenburg (1750–1813)[1]
- ab 1800: Karl Ernst von Gravenreuth (1771–1826)

...
- 1806–1815: Aloys von Rechberg (1766–1849)
- 1817–1826: Eduard von Stainlein (1785–1833)
- 1826–1827: vakant
- 1827–1832: Franz Gabriel von Bray-Steinburg (1765–1832)
- 1833–1835: August von Cetto (1794–1879)
- 1835–1842: Maximilian Emanuel von Lerchenfeld (1778–1843)
- 1843–1847: Franz Oliver von Jenison-Walworth (1787–1867)
- 1847–1849: Friedrich von Luxburg (1783–1856)
- 1849–1859: Maximilian von und zu Lerchenfeld auf Köfering (1799–1859)
- 1860–1870: Otto von Bray-Steinburg (1807–1899)
- 1870–1871: Karl von Schrenck von Notzing (1806–1884)
- 1871–1896: Otto von Bray-Steinburg (1807–1899)
- 1896–1902: Clemens von Podewils-Dürniz (1850–1922)
- 1903–1919: Heinrich Tucher von Simmelsdorf (1853–1925)
- 1919–1920: Philipp von Hoffmann (1874–1943) (liquidierender Geschäftsträger)

1920: Auflösung der Gesandtschaft